# Martín Pizarro

Martín Pizarro, nacido en 1507 en Trujillo (España) y fallecido en Lima, Virreinato del Perú, en 1558; fue un conquistador del Perú, primer alguacil y alcalde de Lima en tres ocasiones. Primo del marqués gobernador Francisco Pizarro y de sus hermanos Hernando, Gonzalo y Juan Pizarro. Emparentado con los Pizarro de Extremadura, sin embargo vivió sin riquezas alejado de ellos.

## Expedición por la conquista del Perú
Conoció al marqués gobernador en Trujillo en 1530, cuando este regresó a su ciudad natal a reunirse con sus hermanos, luego de firmar la Capitulación de Toledo con la corona, y le pidió unirse a su ejército, siendo recibido con beneplácito por el marqués, y sirviendo desde entonces en la infantería. 
Asistió a la fundación de San Miguel de Piura en 1532, primera ciudad española en el Perú. Poco tiempo después participó en la captura del Inca Atahualpa en Cajamarca el 16 de noviembre de 1533 y estuvo en la lista del reparto de oro y plata del rescate que se pagó para salvar al inca. Siguió en la expedición hasta Jauja, primera capital de Nueva Castilla (actual Perú), desde donde se trasladó a Lima inmediatamente después de su fundación el 18 de enero de 1535. Se le asignaron repartimientos de indios en Huamantanga y Atabillos (Canta- sierra de Lima), y fue seleccionado para  el cargo de Primer Alguacil Mayor de Lima, el cual juramentó en setiembre de 1535 ante el Alcalde y sus Regidores.

## Rebelión de Manco Inca
Era el año 1536 cuando Martín Pizarro se encontraba ejerciendo sus nuevas funciones en Lima cuando inició la rebelión de Manco Inca; mientras el inca en persona dirigía el sitio a la Ciudad del Cusco, la ciudad de Lima fue sitiada por las tropas del nombrado capitán general del ejército inca  Quizu Yupanqui. Formó parte de una de las expediciones que ordenó Francisco Pizarro que partiendo de Lima iban en auxilio de la guarnición del Cusco, la del capitán Juan Mogrovejo de Quiñones, siendo uno de los pocos que sobrevivieron. 
En agosto de 1536 las tropas de Quizu Yupanqui entraron a la ciudad de Lima, participando Martín Pizarro de la defensa de la ciudad. Pero al morir Quizu Yupanqui en el ataque, sus tropas se replegaron a la sierra. Asistió entonces a las acciones pacificadoras posteriores a la rebelión.

## Guerras civiles
En 1540 Martín Pizarro es elegido Alcalde de Lima. El 26 de junio de 1541, El Marqués Gobernador es asesinado en Palacio; Martín Pizarro se encontraba enfermo hacía tiempo, pero aun así, se reincorporó y se dirigió al palacio del gobernador. Encontró a su pariente amortajado con el hábito del Señor Santiago, pidió entonces tener el privilegio de calzarle una espuela de acicate para luego acompañar al traslado del cuerpo a la Catedral para su entierro. Esto le valió ganarse el odio de los almagristas que se habían adueñado de la ciudad.
A inicios de 1542 se entera de la entrada de Cristóbal Vaca de Castro, enviado por la corona para resolver las diferencias entre los conquistadores, por el norte del Perú y no dudó en hacer los preparativos para unirse a su ejército. Ya reunido con él, marchó contra Diego de Almagro el Mozo, proclamado Gobernador de Nueva Castilla y Nueva Toledo.